# Assemblea dell'Irlanda del Nord
L'Assemblea dell'Irlanda del Nord (in inglese: Northern Ireland Assembly; in irlandese: Tionól Thuaisceart Éireann; in scozzese dell'Ulster: Norlin Airlan Assemblie) è il Parlamento devoluto dell'Irlanda del Nord. 
L'Assemblea è stata una delle istituzioni create in seguito all'accordo del Venerdì Santo del 1998 (l'altra è il Consiglio Ministeriale Nord/Sud con la Repubblica d'Irlanda). L'Accordo pose fine al violento conflitto nordirlandese che durava da 30 anni. 

## Composizione e funzioni
L'Assemblea è unicamerale, eletta democraticamente e attualmente conta 90 membri eletti con il voto singolo trasferibile in un quadro di rappresentanza proporzionale. 
L'Assemblea sceglie gran parte dei propri ministri utilizzando il principio del consociativismo utilizzando il metodo D'Hondt per assicurare che i principali blocchi elettorali dell'Irlanda del Nord, unionisti e nazionalisti, partecipino entrambi nel governo della regione.
Ha potere di legiferare su un'ampia gamma di materie che non sono riservate al Parlamento del Regno Unito e di nominare l'esecutivo dell'Irlanda del Nord. Si riunisce nel Palazzo di Stormont, a Belfast.

## Storia

### Precedenti parlamenti
Dal 7 giugno 1921 al 30 marzo 1972 il Parlamento devoluto per l'Irlanda del Nord era il Parlamento dell'Irlanda del Nord, che scelse quasi sempre il Partito Unionista dell'Ulster (UUP) per governare la regione. Il Parlamento fu sospeso il 30 marzo 1972 e formalmente abolito nel 1973 con il Northern Ireland Constitution Act 1973.
Poco dopo che questo primo parlamento fu abolito, ebbero inizio i tentativi di ristabilire la devoluzione su nuove basi, che avrebbero visto la condivisione del potere tra i nazionalisti irlandesi e gli unionisti. Per questo, nel 1973 fu istituito un nuovo parlamento, l'Assemblea dell'Irlanda del Nord; questa istituzione fu però abbattuta dallo sciopero dei lavoratori dell'Ulster, e fu abolita nel 1974. Nel 1982 fu istituita una nuova Assemblea a Stormont, inizialmente come ente per analizzare le azioni del Segretario di Stato, il ministero britannico con responsabilità sull'Irlanda del Nord. Anche questo parlamento ricevette poco sostegno dai nazionalisti irlandesi, e fu ufficialmente dissolto nel 1986.

### Assemblea attuale e sospensioni
L'incarnazione corrente dell'Assemblea dell'Irlanda del Nord fu eletta per la prima volta il 25 giugno 1988 e si riunì poi il 1º luglio 1988. Esistette tuttavia solo come "ombra" fino al 2 dicembre 1999, quando furono devoluti poteri pieni all'Assemblea. Da allora l'istituzione ha operato con intermittenza, ed è stata sospesa in quattro occasioni:
- 11 febbraio – 30 maggio 2000
- 10 agosto 2001 (sospensione di 24 ore)
- 22 settembre 2001 (sospensione di 24 ore)
- 14 ottobre 2002 – 7 maggio 2007

I tentativi di assicurare la sua funzionalità permanente sono stati vanificati dai disaccordi tra i due principali partiti unionisti (il Partito Unionista Democratico ed il Partito Unionista dell'Ulster) e il Sinn Féin, il principale partito nazionalista. Gli unionisti rifiutarono di partecipare alle istituzioni nate con l'Accordo del Venerdì Santo insieme al Sinn Féin finché non avessero ottenuto rassicurazioni che l'IRA avrebbe fermato le proprie attività, ceduto le armi e fosse stato sciolto.

## Sviluppi politici
L'Assemblea è stata sospesa in diverse occasioni, la più lunga delle quali dal 14 ottobre 2002 al 7 maggio 2007. Nei periodi di sospensione, i suoi poteri tornavano all'Ufficio per l'Irlanda del Nord; a seguito delle trattative degli Accordi di St Andrews, siglati nel novembre 2006, il 7 marzo 2007 si tenne una elezione per l'Assemblea, e i pieni poteri furono restituiti all'istituzione l'8 maggio 2007.
I poteri in relazione alle politiche ed alla giustizia furono trasferiti all'Assemblea il 12 aprile 2010. La terza assemblea fu sciolta il 24 marzo 2011 in preparazione alle elezioni tenutesi giovedì 5 maggio 2011; questa fu la prima assemblea dall'accordo del Venerdì Santo a completare il mandato. La terza fu seguita da una quarta legislatura completa. A seguito delle elezioni del 2016, si costituì la quinta assemblea, sciolta il 26 gennaio 2017 per consentire lo svolgimento di nuove elezioni il 2 marzo 2017.
Dopo il Windsor Framework, annunciato nell'ultima settimana di febbraio 2023 per superare lo stallo dell'applicazione della Brexit all'Ulster, il partito unionista DUP ha annunciato il boicottaggio delle sedute dell'Assemblea. Esso è ufficialmente terminato, dopo intense negoziazioni e situazioni turbolente, il 3 febbraio 2024, a due anni dall’inizio.